# Messier 85
A Messier 85 (más néven M85, vagy NGC 4382) egy lentikuláris galaxis a Coma Berenices (Bereniké haja) csillagképben.

## Felfedezése
Az M85 galaxist Pierre Méchain fedezte fel 1781. március 4-én. Felfedezéséről értesítette Charles Messier-t, aki március 28-án katalogizálta az objektumot.

## Tudományos adatok
Az M85 a Virgo halmaz tagja, annak legészakibb objektuma, így már a Bereniké Haja csillagképben található. A galaxisban 1960. december 20-án egy I típusú szupernóvát fedeztek fel (SN 1960R).